# Остеостраци
Остеостраци (Osteostraci) је ред изумрлих кичмењака без вилица који припада класи остракодерми (Ostracodermi). То су биле животиње малог раста од неколико центиметара до 0,5 m у дужину са дорзовентрално (леђнотрбушно) спљоштеним предњим делом тела у коме су се налазили парни електрични органи. Задњи део тела је био сужен и покривен крљуштима, а предњи коштаним оклопом (грч. osteon = кост). Реду остеостраци припада неколико родова од којих је најпознатији цефаласпис (Cephalaspis).